# Colombo Lotus Tower
Colombo Lotus Tower ili Lotus Tower je toranj u gradnji koji je smješten u mjestu Peliyagoda, u okrugu Gampaha u Šri Lanci a za kojeg se smatra da će biti visok 350 metara. Sam vrh tornja bit će u obliku lotusa a sama građevina će imati široki spektar namjena. Služit će za pružanje telekomunikacijskih usluga te će se u njoj nalaziti poslovni prostori i promatračnica koja će biti turistička atrakcija.
Cijena cijelog projekta iznosi 100 milijuna USD a financira ga Kina. Telekomunikacijska regulatorna komisija Šri Lanke je s građevinskim radovima započela u veljači 2011. Pretpostavlja se da će toranj biti izgrađen 2012. te će biti među 20 najviših na svijetu